# Buddy Carter
Pour les articles homonymes, voir Carter.
Earl LeRoy "Buddy" Carter (né le 6 septembre 1957) est un homme politique américain. Membre du parti républicain, il est élu à la Chambre des représentants des États-Unis depuis 2015.

## Biographie
Carter a obtenu son diplôme en 1975 du Robert W. Groves High School situé à Garden City, Géorgie. En 1977, il a obtenu un associate degree du Young Harris College (en) et, en 1980, un Bachelor of Science en pharmacie à l'Université de Géorgie. En 2024, il a reçu un Doctor of Humane Letters (en) honorifique de la part du Young Harris College lors de sa cérémonie de remise des diplômes.
Carter est de confession méthodiste. Contrairement à ce que l'on pourrait penser, il n'est pas lié par la famille à l'ancien président américain et également Géorgien, Jimmy Carter.

## Carrière politique
Carter a commencé sa carrière politique en siégeant à la commission de l'urbanisme et du zonage de la ville de Pooler, en Géorgie, de 1989 à 1993, avant d'intégrer le conseil municipal en 1994. Il a ensuite exercé la fonction de maire de Pooler de 1996 à 2004.
Élu à la Chambre des représentants de Géorgie en 2005, il y a siégé pendant deux mandats jusqu'en 2010, avant de rejoindre le Sénat de Géorgie en 2009. Au sein du Sénat, il a été membre des commissions des Crédits budgétaires, de la Santé et des Services sociaux, de l'Enseignement supérieur et de la Sécurité publique.
En 2014, Carter a renoncé à son mandat de sénateur pour se présenter à la Chambre des représentants des États-Unis, après l’annonce du départ de Jack Kingston, en poste depuis 22 ans. Lors de la primaire républicaine, il est arrivé en tête avec 36 % des suffrages, avant de l'emporter au second tour face à Bob Johnson, avec 53 % des voix. Il a ensuite remporté l'élection générale face au démocrate Brian Reese, avec 60,9 % des suffrages, ne perdant que deux comtés de son district.
Réélu sans opposition en 2016, il a ensuite conservé son siège lors des élections de 2018, 2020 et 2022. Lors des scrutins de 2018 et 2020, les candidats démocrates ont atteint plus de 40 % des voix, un score inédit dans ce district depuis 1992[réf. nécessaire].
Carter a exprimé son intérêt pour une candidature face au sénateur démocrate Jon Ossoff lors de l'élection sénatoriale en Géorgie de 2026.
En mai 2023, il a mis en vente un terrain situé dans le comté de Camden, acquis en 2018 pour 2,05 millions de dollars et proposé à 4,25 millions de dollars. Ce bien ne figurait pas dans ses déclarations financières au Congrès. Peu après son acquisition, Carter avait encouragé la Federal Aviation Administration (FAA) à délivrer une licence pour un site de lancement spatial dans la région, une décision qui aurait pu augmenter la valeur de sa propriété, sans qu’il ne déclare en être propriétaire.
En mai 2025, il est le premier républicain à déclarer sa candidature aux élections sénatoriales de novembre 2026 pour le siège occupé par le démocrate Jon Ossoff.

## Prises de position
Buddy Carter défend des positions conservatrices sur des sujets variés tels que la fiscalité, la santé, l'immigration et les droits des armes à feu. Il s'aligne souvent sur les orientations du Parti républicain et a soutenu plusieurs initiatives de Donald Trump.

### Élection présidentielle de 2020
Le 6 janvier 2021, lors d'un vote tenu après que des manifestants ont pris d'assaut le Capitole des États-Unis, Carter a voté contre la certification de l'élection présidentielle de 2020 en raison des allégations infondées formulées par le président, un vote qu'il a continué à défendre, affirmant qu'il "gèlera en enfer" avant qu'il ne s'en excuse.

### Politique en matière de drogues
L'organisation NORML (National Organization for the Reform of Marijuana Laws (en)), qui milite pour la légalisation du cannabis, a attribué à Carter la note "D", indiquant qu'il est globalement opposé aux réformes des lois sur le cannabis, bien qu'il puisse soutenir certaines mesures très limitées, comme l'utilisation de produits à base de CBD médical. Cette note reflète une opposition marquée à la légalisation, mais moins stricte que celle des élus ayant reçu un "F", qui s'opposent totalement à toute réforme en la matière.
Carter s'est opposé à plusieurs amendements liés à l'accès à la marijuana médicale. En 2015 et 2016, il a voté contre l'Amendement d'accès égal pour les vétérans américains, qui visait à élargir leur accès à ce traitement. La même année, il a rejeté l'Amendement McClintock/Polis, qui aurait interdit au Département de la Justice de poursuivre des infractions fédérales concernant la marijuana lorsqu'elles étaient légales au niveau des États. Il a également voté contre l'Amendement Rohrabacher/Farr, destiné à empêcher les autorités fédérales d'intervenir dans les programmes de marijuana médicale établis par les États
En 2017, Carter a renouvelé sa proposition de soumettre les bénéficiaires de l'assurance chômage à des tests de dépistage de drogues.
Carter est opposé à la légalisation du cannabis. Il l'a qualifié de "rien de plus qu'une drogue d'initiation". Le 1er avril 2022, Carter a voté contre le Marijuana Opportunity Reinvestment and Expungement Act (en), qui aurait décriminalisé le cannabis au niveau fédéral, permettant aux États de définir leurs propres politiques,,.

### Soins de santé
Carter est favorable à l'abrogation de l'Affordable Care Act (ACA), une loi également connue sous le nom d'Obamacare, qui vise à élargir l'accès à l'assurance santé, à réglementer le marché des assurances et à réduire les coûts des soins médicaux. Il a affirmé qu'il ne soutiendrait en aucun cas son maintien, même si la majorité de ses électeurs y étaient favorables.
Le 26 juillet 2017, lors d'une interview télévisée en direct, Carter a été interrogé sur son soutien aux critiques de Donald Trump envers la sénatrice Lisa Murkowski, qui s'était opposée à un vote procédural ouvrant le débat sur la réforme des soins de santé au Sénat. Il a approuvé ces critiques et ajouté : "Quelqu'un doit aller là-bas au Sénat et leur mettre une raclée." Cette déclaration a suscité une large couverture médiatique,,,.
En 2024, Carter a introduit un projet de loi bipartite qui favoriserait l'innovation pour les tests de médicaments sans recours aux animaux, le Food and Drug Administration (FDA) Modernization Act 3.0,.

### Réforme fiscale
Carter a voté en faveur du Tax Cuts and Jobs Act (en) de 2017, une réforme fiscale majeure qui visait à réduire les impôts des entreprises et des particuliers, dans l'espoir de stimuler la croissance économique et d'améliorer la compétitivité des entreprises américaines sur le marché mondial. Il a soutenu cette loi, affirmant qu'elle aiderait ses électeurs à gagner et/ou économiser plus d'argent.
Carter est également un sponsor du H.R. 25 The FairTax Act de 2023, une proposition visant à abolir la structure fiscale actuelle des États-Unis. Ce projet de loi remplacerait l'impôt sur le revenu et les autres taxes fédérales par une "taxe nationale sur les ventes" (équivalente à une taxe sur la valeur ajoutée), fixée à 23 % en 2025, et serait administrée par les États avant d'être reversée au Trésor. L'objectif de ce système serait de simplifier le code fiscal, de favoriser l'épargne et d'encourager la consommation responsable.

### Immigration
Carter a coparrainé un projet de loi permettant aux immigrants en situation irrégulière de servir dans l'armée américaine en échange de la résidence légale.
Il a également soutenu l'ordre exécutif de Donald Trump en 2017 (Executive Order 13769), connu sous le nom de "Muslim Ban" ou "Travel Ban", qui visait à restreindre temporairement l'immigration en provenance de sept pays à majorité musulmane : Iran, Irak, Syrie, Libye, Somalie, Soudan et Yémen. Cette mesure a été prise dans le but de renforcer les méthodes de filtrage des ressortissants étrangers et d'assurer la sécurité nationale, jusqu'à ce que des procédures de vérification plus strictes soient mises en place. Cette décision a suscité une large controverse et a été partiellement modifiée par les tribunaux américains au fil du temps. Carter a souligné : "Bien que je pense qu'il doit y avoir des clarifications réfléchies sur les actions exécutives similaires à l'annonce du secrétaire Kelly concernant les résidents permanents légaux, la priorité numéro un du gouvernement fédéral est d'assurer la défense commune."
En outre, il plaide pour l'interdiction de tout financement fédéral aux villes sanctuaires en Géorgie, où les autorités locales ne peuvent pas interroger les personnes sur leur statut d'immigration lorsqu'elles signalent un crime sans lien avec l'immigration. Il a également exprimé son souhait de traiter l'énorme arriéré de kits de viol non analysés en Géorgie, c'est-à-dire des prélèvements médico-légaux collectés lors d'examens après une agression sexuelle mais jamais envoyés en laboratoire pour identification ADN. Toutefois, il exclut de cette initiative les villes sanctuaires, qui ne bénéficieraient pas de ces tests.

### Droits des armes à feu
Carter est un ardent défenseur du droit au port d'armes et a reçu la note "A" aux NRA Political Victory Fund, une distinction attribuée par la National Rifle Association (NRA) aux élus qui soutiennent activement les politiques favorables aux armes à feu et s'opposent aux restrictions sur leur possession.
En février 2018, lors d'une assemblée publique à Hinesville, interrogé sur la recrudescence des fusillades de masse aux États-Unis, Carter a répondu aux participants qu'ils ne devaient pas attendre du Congrès des solutions à la violence armée, affirmant que ce dernier n'en était pas responsable.

### Avortement
Carter s'oppose à l'avortement. Il a coparrainé le Sanctity of Human Life Act (H.R. 586), un projet de loi visant à interdire totalement l'avortement.
Le H.R. 586 prévoit d'accorder un droit constitutionnel à la vie aux embryons dès le moment de la fécondation. Un projet de loi similaire au Sénat (S. 231 - Life at Conception Act) précise qu'il ne vise pas les femmes utilisant des contraceptifs, celles ayant subi une fausse couche ou les familles ayant recours à la fécondation in vitro. Toutefois, le texte adopté à la Chambre des représentants ne prévoit aucune de ces exceptions.
Lors d'une réunion publique à Savannah, un citoyen l'a interrogé sur l'accès à la contraception, en évoquant la fréquence des agressions sexuelles sur les campus universitaires. Carter a répondu : "Je ne voterai pour aucun projet de loi qui soutient l'avortement".
Le H.R. 586, qui vise à interdire l'avortement, ne prévoit aucune exception pour protéger la vie ou la santé de la mère, ni en cas de viol ou d'inceste.

### Relations internationales
Carter a voté en faveur d'un soutien à Israël à la suite de l'attaque du Hamas en 2023.
Le 11 février 2025, il a présenté le projet de loi H.R. 1161, visant à autoriser Donald Trump à acquérir le Groenland et à le rebaptiser "Red, White, and Blueland".